# Operazione Anadyr'
Operazione Anadyr' (in russo: Анадырь) è stato il nome in codice utilizzato dall'Unione Sovietica per riferirsi ad una sua operazione segreta svoltasi nel 1962 nel contesto della Guerra Fredda e che prevedeva lo schieramento di missili balistici, bombardieri a medio raggio e una divisione di fanteria meccanizzata a Cuba per formare un gruppo militare in grado di prevenire un'invasione dell'isola da parte di forze statunitensi. Il piano prevedeva di schierare circa 60000 uomini a supporto della principale forza missilistica, questa consistente in tre reggimenti missilistici R-12 e due reggimenti missilistici R-14. Tuttavia, parte dell'operazione venne bloccata quando gli Stati Uniti scoprirono il piano causando la crisi dei missili di Cuba.

## Motivazioni

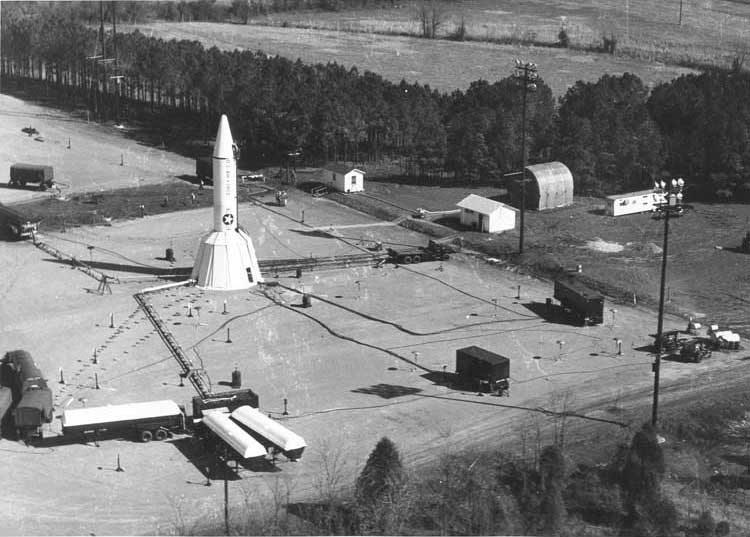
Installazione di missili Jupiter, simile a quella presente in Turchia

Secondo le memorie di Nikita Chruščëv, allora leader sovietico, lui e il suo ministro della Difesa, Rodion Malinovskij mentre stavano passeggiando su una spiaggia del Mar Nero nell'aprile 1962 discussero della minaccia dei missili statunitensi PGM-19 Jupiter schierati in Turchia che avrebbero impiegato circa 10 minuti per colpire il territorio sovietico. Per compensare un tale svantaggio Chruščëv iniziò a pensare alla possibilità di installare missili a Cuba. Come disse lo stesso Chruščëv, egli considerò lo spiegamento di missili sovietici a Cuba come "mettere uno dei nostri ricci nei pantaloni degli americani".